# Isratin

Länder, die Israel und Palästina diplomatisch anerkennen.
Israel und die palästinensischen Autonomiegebiete
Diplomatische Anerkennung Israels
Diplomatische Anerkennung Israels, diplomatische Beziehungen zu Palästina
Diplomatische Anerkennung Israels und Palästinas
Diplomatische Anerkennung Palästinas, diplomatische Beziehungen zu Israel
Diplomatische Anerkennung Palästinas
Keine diplomatische Anerkennung

Isratin (arabisch إسراطين, DMG Isrāṭīn; hebräisch יִשְׂרָטִין Yisrāṭīn), auch umschrieben als „bi-nationaler Staat“ auf hebräisch מְדִינָה דּוּ־לְאֻמִּית mədīnah dū-ləʾummīt, ist ein Kunstwort, mit dem ein einheitliches, föderales oder konföderales israelisch-palästinensisches Staatsgebilde gemeint ist, das die Territorien des heutigen Staates Israel, das Westjordanland und den Gazastreifen umfasst. Je nach politischem Standpunkt wird ein solches Szenario entweder als unhaltbare Situation aufgefasst, in der Israel seinen Charakter als jüdischer Nationalstaat verlieren würde und die Palästinenser in ihrem Streben nach völkerrechtlicher Souveränität im Rahmen einer Zweistaatenlösung gescheitert wären, oder als wünschenswerte und anzustrebende Einstaatenlösung des langwährenden Nahostkonfliktes, der Israelis und Palästinenser als gleichberechtigtes Staatsvolk innerhalb seiner Landesgrenzen vereint. 
Als prominentester Befürworter der Einstaatenlösung als Alternative zur Arabischen Friedensinitiative von 2002 galt lange Zeit der libysche Revolutionsführer Muʿammar al-Gaddafi.

## Kritik
Das Szenario einer Auflösung des heutigen Staates Israel und einer folgenden Rekonstituierung in den Grenzen eines zusätzlich die palästinensischen Territorien enthaltenden binationalen Einheitsstaates unter dem Namen „Isratin“ wird sowohl auf Seiten der Palästinenser als auch der Israelis in der Regel entschieden abgelehnt. Auf beiden Seiten zielt die Kritik darauf ab, dass eine künstlich herbeigeführte Einstaatenlösung dem Recht beider Parteien auf volle völkerrechtliche Selbstbestimmung zuwiderläuft.